# خوان بابلو إسكوبار
خوان بابلو إسكوبار هيناو أو سيباستيان ماروكين (بالإسبانية: Juan Pablo Escobar Henao)‏ (ولد في 24 فبراير 1977 ميديلين، كولومبيا)، مهندس معماري ومصمم صناعي وكاتب كولومبي. وهو ابن مهرب الكوكايين الشهير بابلو إسكوبار.

## روابط خارجية
- خوان بابلو إسكوبار على موقع IMDb (الإنجليزية)